# P+R Borger
P+R Borger is een busstation aan de N34 nabij Borger. Op dit station sluit de Qliner vanuit Groningen en Emmen aan op de streeklijnen naar Winschoten, Assen, Gieten en Exloo. De perrons op het station hebben de letters A t/m F. Perron A ligt apart van het busstation, naast de afrit aan de overkant van de N34. Perron E ligt aan de doorgaande weg (N374) en perron F is buiten gebruik.
Het busstation werd in december 2008 geopend en in gebruik genomen. Sinds 18 juli 2018 wordt de P+R aangeduid als "hub" en beschikt deze over wifi, taxistandplaatsen, een Kiss & Ride, fietskluizen en extra fietsplekken.
Begin 2025 hebben de gemeente Borger-Odoorn en de provincie Drenthe een intentieovereenkomst getekend met als doel om de P+R verder te ontwikkelen tot een eigentijdse en gastvrije plek met o.a. koffie-to-go, fietsverhuur en veilige wachtplekken.

## Lijnen
Alle lijnen worden uitgevoerd door Qbuzz.
| Lijn      | Route                                  | Via                                                                                | Halte     |
| Streekbus | Streekbus                              | Streekbus                                                                          | Streekbus |
| --------- | -------------------------------------- | ---------------------------------------------------------------------------------- | --------- |
| 24        | Assen Station - Winschoten Station     | Rolde, Papenvoort, Borger, Buinen, Buinerveen, Nieuw-Buinen, Stadskanaal, Pekela's | C/E       |
| 59        | Gieten P+R - Exloo Hoofdstraat         | Gasselte, Drouwen, Borger, Ees                                                     | D/E       |
| Qliner    |                                        |                                                                                    |           |
| 300       | Groningen Hoofdstation - Emmen Station | Gieten P+R, Borger P+R                                                             | A/B       |